# Benken (San Gallo)
Benken (toponimo tedesco) è un comune svizzero di 3 035 abitanti del Canton San Gallo, nel distretto di See-Gaster.

## Geografia fisica

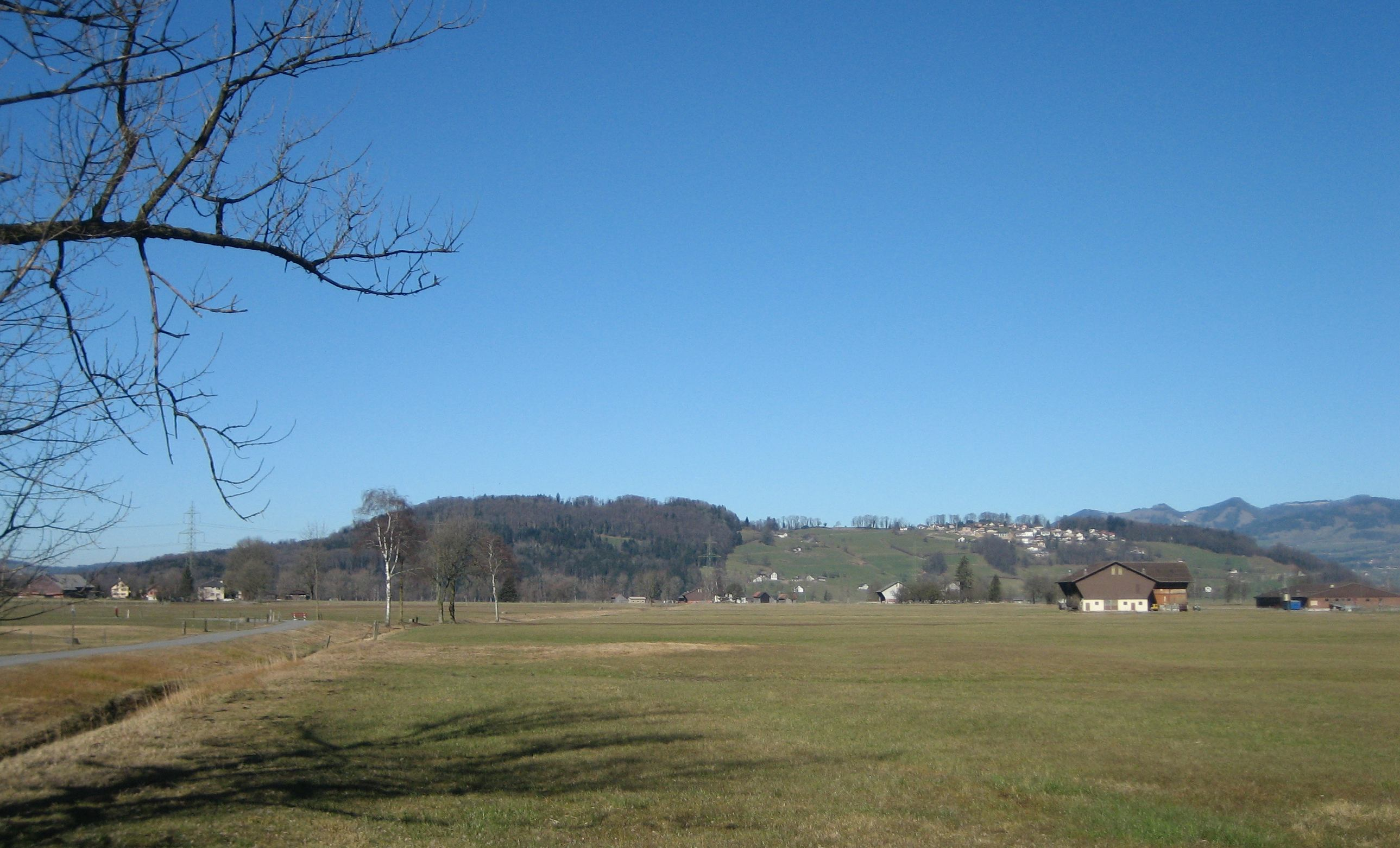
Il Benkner Büchel

Il territorio di Benken si estende nella pianura della Linth e sulla collina Benkner Büchel (605 m s.l.m.).

## Storia
Il comune politico di Benken è stato istituito nel 1803.

## Monumenti e luoghi d'interesse
- Chiesa parrocchiale cattolica dei Santi Pietro e Paolo (Unterkirch), attestata dall'824 circa[3], ricostruita nel 1792-1795 e ampliata nel 1917-1918[senza fonte];
- Santuario di Maria Bildstein sul Benkner Büchel (Gfrörer-Chappeli), eretta nel 1519 e ricostruita nel 1848, nel 1881-1883 e nel 1966[3].

## Società

### Evoluzione demografica
L'evoluzione demografica è riportata nella seguente tabella:
Abitanti censiti

## Geografia antropica

### Frazioni
Le frazioni di Benken sono:
- Dorf
- Giessen
- Halden
- Räbli
- Rötli
- Sand
- Schmitten
- Schmittenäcker
- Starrberg
- Unterhalden

## Economia
L'economia locale si basa prevalentemente sull'industria alimentare (Romer's Hausbäckerei).

## Infrastrutture e trasporti

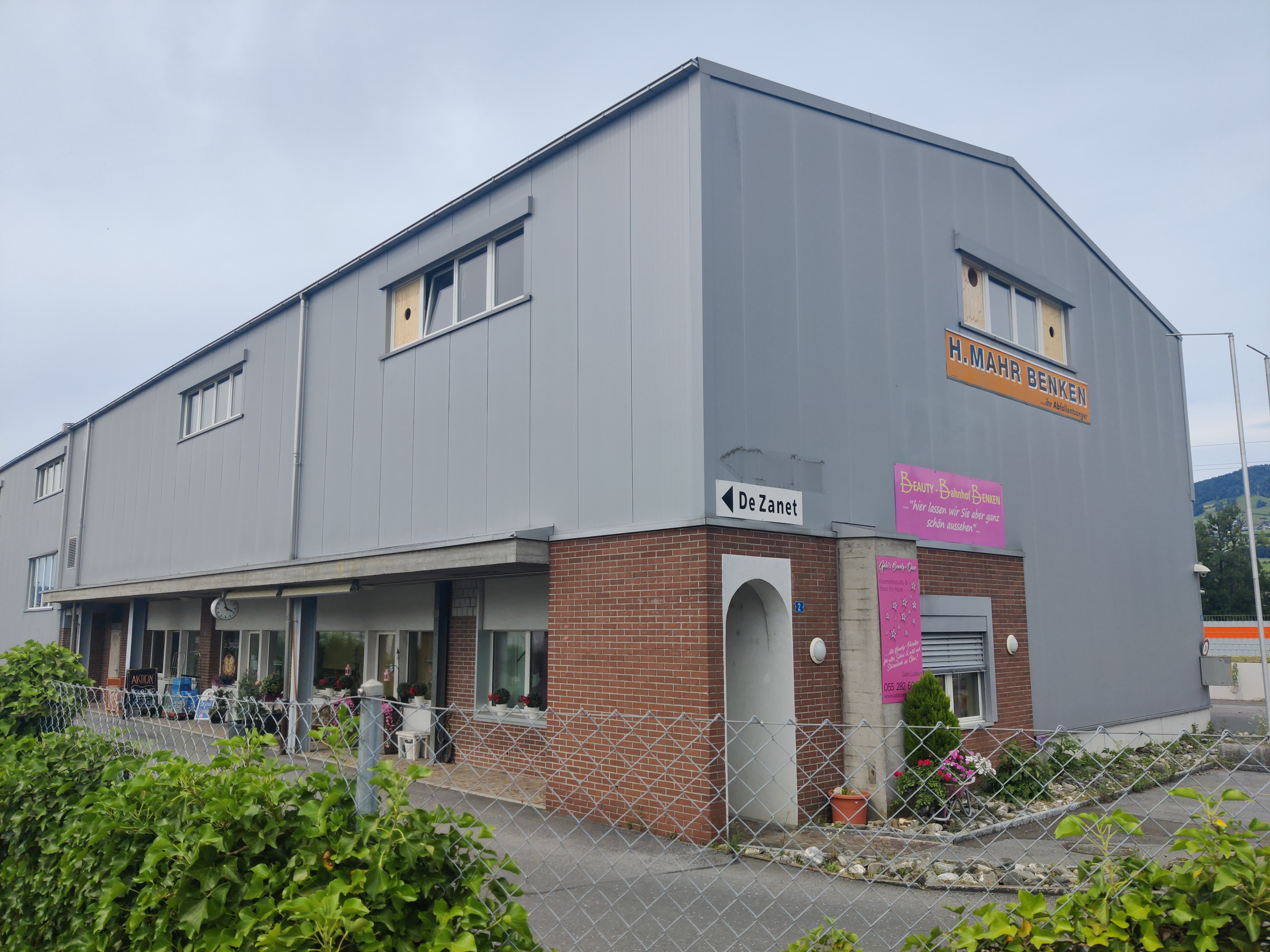
La stazione di Benken

Benken è servito dalla strada principale 427 e dall'omonima stazione sulla ferrovia Rapperswil-Ziegelbrücke (linee S4 e S6 della rete celere di San Gallo).